# アレクサンドル・フロポーニン

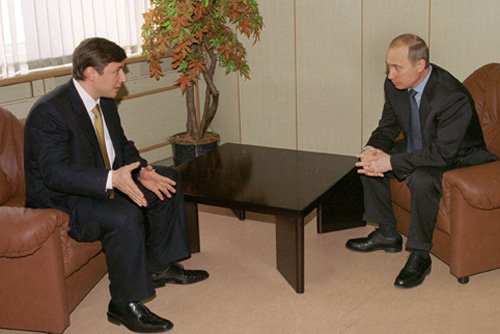
ウラジーミル・プーチン（右）と会談するアレクサンドル・フロポーニン（2002年3月22日撮影）

アレクサンドル・ゲンナジエヴィチ・フロポーニン（ロシア語: Алекса́ндр Генна́диевич Хлопо́нин、ラテン文字転写の例：Alexander Gennadyevich Khloponin、1965年3月6日 - ）は、ロシアの実業家、政治家。ロシア連邦副首相兼北カフカース連邦管区大統領全権代表。

## 経歴・概要
スリランカのコロンボ出身。財政学の学位を有する。ノリリスク・ニッケル社取締役会長を経て、2001年タイミル自治管区知事に就任する。 選挙戦は同じく実業家のアレクサンドル・ウースとの間に行われ、48パーセントを獲得し当選した。2002年アレクサンドル・レーベジクラスノヤルスク地方知事が事故死すると、後任のクラスノヤルスク地方知事に2002年10月から就任する。
2002年週刊誌『エキスパート・マガジン』で, パーソン・オブ・ザ・イヤーに選ばれている。
2010年1月19日、ドミートリー・メドヴェージェフ大統領によって南部連邦管区から分離、新設された北カフカース連邦管区の大統領全権代表に任命された。併せてロシア連邦政府（第2次ウラジーミル・プーチン内閣）副首相にも任命された。
2012年5月21日、ドミートリー・メドヴェージェフ内閣でも留任した。2014年5月12日に北カフカース大統領全権代表を退任。